# Климатическая психология
Климатическая психология — молодой междисциплинарный раздел, изучающий проблему экологического кризиса с точки зрения психологии, а также действенные, научно-обоснованные методы для изменения стереотипов поведения. Климатическая психология граничит с психологией среды, сферой исследования, где изучается взаимодействие человека и окружающей среды. Близкая ей дисциплина — экологическая психология занимается чувственными и поведенческими аспектами взаимоотношений человека и природы.Истоки климатической психологии восходят к работе американского психоаналитика Гарольда Сирлса и его труда о бессознательном, влияющим на отчуждение людей от остальной природы.

## Изменение климата и психологические реакции
Климатический кризис нарастает, но экологические действия в ответ на угрозу встречают в обществе сопротивление. Дениализм, то есть отрицание, в данном случае — фактов по изменению климата проявляется на индивидуальном уровне, где он используется для защиты себя и личных интересов от подавляющих эмоциональных реакций на экологическую угрозу . На общественном уровне крупные компании, особенно из горнодобывающей промышленности, ответственные за сильный выбросы углерода, могут даже способствовать отрицанию изменения климата путем распространения дезинформации.
В последнее время психологи-климатологи в своих трудах стали уделять много внимания климатической тревожности, это совокупность сильных эмоций и переживаний, связанных с изменением климата и утратой биоразнообразия в масштабах всей планеты.
В европейских странах и США, где активно борются со снижением углеродного следа и люди и правительства, климатическая тревожность у людей часто сопровождается депрессией, нарушением сна и требует терапии. Часть климатических психологов, вместо того, чтобы рассматривать эту тревожность как патологию, предлагают оценивать ее как адаптивную, здоровую реакцию, которая провоцирует как человека, так и сообщества на активные экологические действия и развивает устойчивость.

## Цели, проекты климатических психологов
Цели климатических психологов — сугубо прикладная, оптимизировать борьбу за сохранение климата, научить принимать максимально эффективные экологические решения с помощью моделей и инструментов практической психологии. Они стремятся продвигать творческие способы взаимодействия с общественностью по вопросам изменения климата на всех уровнях — личном, общественном, культурном и политическом, поддерживать активистов, ученых и политиков, чтобы добиться решительных изменений, воспитывать психологическую устойчивость к разрушительным последствиям изменения климата, сейчас и в будущем Методы и инструментарий подробно описываются в совместном издании шведских психологов-экологов Кали Андерссон, Фриды Хиландер и Каты Нилен на шведском языке: Kali Andersson, Frida Hylander och Kata Nylén.Klymatpsykologi. Hur vi skapar hållbar förändring. Natur&Kultur, 2019. На русском языке книга вышла в издательстве «Попурри»: Кали Андерсон, Фрида Хиландер и Ката Нилен "Климатическая психология. Как добиться устойчивого развития, 2021.
В Европе и США климатические психологи организуют группы поддержки для экологических активистов. Они также разрабатывают совместные исследования психологических явлений.
В Великобритании действует Альянс климатических психологов, созданный в 2009—2013 году. Фокус этой организации направлен на разработку и публикацию исследований в области психологии климата, терапевтическую поддержку людей, страдающим климатической тревожностью.
В 2006 году был запущен международный психосоциальный проект « Carbon Conversations». Его цель — сократить выбросы углерода, используя социальное давление. С момента создания проекта в нем приняли участие тысячи людей.